# (665) Sabine
Pour les articles homonymes, voir Sabine.
(665) Sabine est un astéroïde de la ceinture principale découvert le 22 juillet 1908 par l'astronome allemand Wilhelm Lorenz. Sa désignation provisoire était 1908 DK.